# Proxiuber
Proxiuber is een geslacht van weekdieren uit de klasse van de Gastropoda (slakken).

## Soorten
- Proxiuber anteaustrale Powell, 1938 †
- Proxiuber astrictum Marwick, 1965 †
- Proxiuber australe (Hutton, 1878)
- Proxiuber australis (Hutton, 1878)
- Proxiuber hulmei Powell, 1954
- Proxiuber kaawaense (Marwick, 1924) †
- Proxiuber platamodes Finlay & Marwick, 1937 †